# 조수행
조수행(趙修行, 1993년 8월 30일 ~ )은 KBO 리그 두산 베어스의 외야수이다. 빠른 발과 수비 능력이 강점이다.

## 아마추어 시절
건국대학교 시절 국내 대학 야구 리그를 대표하는 외야수로 이름을 알렸다. 건국대학교 4학년 때인 2015년 7월에 대학 대표로 선발돼 광주 하계 유니버시아드에서 동메달을 획득하는 데 일조했다. 그 해 9월에 제 29회 아시아 야구 선수권 대회에 대한민국 국가 대표로 참가했다. 풀 리그로 진행된 대회에서 주전 중견수로 낙점돼 아마추어 선수로서는 유일하게 전 경기에 출장했다. 대회 내내 좌익수 이우성, 우익수 김헌곤과 함께 외야진을 구축하며 한국이 16년 만에 아시아 정상을 탈환하는 데 기여했다.

## 두산 베어스시절
2016년에 입단하였다. 2016년~2017년에는 1군과 2군을 오르내리며 외야 백업, 대주자로 활동했다.
2018년에는 2군으로 내려가지 않고 1군에서 시즌을 치르며 119경기에 출전했다. 시즌 51안타 중 3루타가 4개나 있는데 이는 리그 전체 12위, 200타석 이하의 타자 중 1위에 해당하는 기록이었다.

## 상무 야구단시절
2019년에 입단하였다.

## 두산 베어스복귀
2020년 8월 27일에 복귀하였다.

## 통산 기록
| 연도 | 팀명  | 타율  | 경기 | 타수 | 득점 | 안타 | 2루타 | 3루타 | 홈런 | 루타 | 타점 | 도루 | 도실 | 볼넷 | 사구 | 삼진 | 병살 | 실책 |
| ---- | ----- | ----- | ---- | ---- | ---- | ---- | ----- | ----- | ---- | ---- | ---- | ---- | ---- | ---- | ---- | ---- | ---- | ---- |
| 2016 | 두산  | 0.276 | 66   | 29   | 16   | 8    | 0     | 0     | 0    | 8    | 3    | 2    | 3    | 0    | 0    | 6    | 0    | 1    |
| 2017 | 두산  | 0.277 | 80   | 47   | 17   | 13   | 2     | 0     | 0    | 15   | 2    | 3    | 2    | 4    | 1    | 12   | 0    | 1    |
| 2018 | 두산  | 0.279 | 119  | 183  | 35   | 51   | 6     | 4     | 1    | 68   | 17   | 9    | 0    | 9    | 0    | 33   | 4    | 1    |
| 2020 | 두산  | 0.263 | 44   | 38   | 12   | 10   | 0     | 0     | 0    | 10   | 4    | 3    | 2    | 2    | 0    | 6    | 0    | 1    |
| 2021 | 두산  | 0.286 | 115  | 84   | 34   | 24   | 2     | 1     | 1    | 31   | 8    | 21   | 4    | 16   | 3    | 26   | 1    | 1    |
| 2022 | 두산  | 0.235 | 117  | 119  | 36   | 28   | 4     | 1     | 1    | 37   | 9    | 22   | 7    | 10   | 1    | 31   | 4    | 0    |
| 2023 | 두산  | 0.219 | 126  | 219  | 41   | 48   | 2     | 1     | 1    | 55   | 17   | 26   | 6    | 23   | 2    | 38   | 2    | 2    |
| 2024 | 두산  | 0.265 | 130  | 328  | 60   | 87   | 5     | 2     | 0    | 96   | 30   | 64   | 8    | 33   | 3    | 53   | 2    | 1    |
| 통산 | 8시즌 | 0.257 | 797  | 1047 | 251  | 269  | 21    | 9     | 4    | 320  | 150  | 80   | 32   | 97   | 10   | 205  | 13   | 8    |